# Aeropuerto Internacional del Norte de Cagayán
El Aeropuerto Internacional del Norte de Cagayán (o bien Aeropuerto Internacional de Lal-lo) es un aeropuerto situado entre el barangay San Mariano y el de Dagupan de Lal -lo, Cagayán en Filipinas. Actualmente se encuentra en construcción y contaba con un 98 % de avance para agosto de 2014. Se espera que el aeropuerto que se inaugurara y este operativo en 2015. Cagayan Land Property Development Corp fue seleccionado con el contrato para la construcción del aeropuerto a un costo de 1660.000.000 pesos filipinos. El aeropuerto NCIA se ha construido para apoyar la Zona Económica Especial de Cagayán en Cagayán norte en conjunto con Puerto Irene que controlará el tráfico marítimo .
En septiembre de 2009 , la Autoridad de la zona económica de Cagayán y el consorcio privado Cagayan Land Property Development Corp (CLPDC) firmaron el acuerdo de joint venture 50 años para construir el aeropuerto internacional. La empresa conjunta tiene entre sus socios a CLPDC contribuyendo 58,3 % con el capital o P966 millones, mientras que las acciones de CESA son de 41.7 % o 691 millones de pesos. 